# Nedre Mångsjön
Nedre Mångsjön är en sjö i Ljusdals kommun i Hälsingland och ingår i Ljusnans huvudavrinningsområde. Sjön har en area på 0,327 kvadratkilometer och ligger 391,1 meter över havet. Nedre Mångsjön ligger i Stormyran-Blistermyran Natura 2000-område. Sjön avvattnas av vattendraget Dåasån (Mångån).

## Delavrinningsområde
Nedre Mångsjön ingår i det delavrinningsområde (685515-147369) som SMHI kallar för Utloppet av Nedre Mångsjön. Medelhöjden är 402 meter över havet och ytan är 1,46 kvadratkilometer. Räknas de 6 avrinningsområdena uppströms in blir den ackumulerade arean 44,09 kvadratkilometer. Dåasån (Mångån) som avvattnar avrinningsområdet har biflödesordning 4, vilket innebär att vattnet flödar genom totalt 4 vattendrag innan det når havet efter 193 kilometer. Avrinningsområdet består mestadels av skog (18 procent) och sankmarker (57 procent). Avrinningsområdet har 0,32 kvadratkilometer vattenytor vilket ger det en sjöprocent på 22,2 procent.